# Millie Chandarana
Millie Chandarana (Manchester, 11 marzo 1993) è una calciatrice inglese, centrocampista del Blackburn Rovers.

## Carriera

### Club
Di provenienza Loughborough Foxes, formazione che nel campionato 2018-2019 ha disputato la Southern Division della FA Women's National League, terzo livello del campionato inglese femminile di calcio, ricoprendo il ruolo di difensore centrale, Chandarana arriva in Italia durante il calciomercato estivo, sottoscrivendo un accordo con il Tavagnacco.
Utilizzata dal tecnico Luca Lugnan fin dalla 1ª giornata di campionato, si rende protagonista del momentaneo vantaggio sulla Juventus nella partita disputata allo Stadio Nereo Rocco di Trieste dell'11 gennaio 2020 prima che le bianconere ribaltassero il risultato concluso con la netta vittoria per 5-1.
Dopo la retrocessione delle friulane decisa dalla FIGC in seguito alla chiusura anticipata dei campionati per la pandemia di COVID-19, si trasferisce al neopromosso in Serie A San Marino.